# هرم بيبي الثاني
كان هرم بيبي الثاني هو قبر الملك المصري بيبي الثاني، الواقع في جنوب سقارة، إلى الشمال الغربي من مصطبة فرعون. كان آخر مجمع هرمي كامل يتم بناؤه في مصر القديمة. استخدم جاستون ماسبيرو الهرم منذ فترة طويلة كمحجر، وقد تم حفره لأول مرة من قبل جاستون ماسبيرو في عام 1881. وقد درس جوستاف جيكير آثاره بتفاصيل شاملة، حيث تمكن من إعادة بناء المجمع الجنائزي والنصوص الموجودة على جدران غرفة الدفن في مسار حملاته التنقيبية 1932-1935. منذ عام 1996، تم إجراء تحقيقات شاملة حول الهرم ومحيطه من قبل البعثة.

## مجمع الهرم
يتألف المجمع من الهرم الرئيسي وهرم كا وثلاثة أهرامات للملكات ومعبد وادي ومعبد جنائزي، مرتبطين بجسر مغطى بطول أربعمائة متر يمر عبر الصحراء من النيل إلى الهرم.

### معبد الوادي

إعادة بناء مجمع الهرم، مع وجود معبد الوادي في المقدمة

معبد الوادي فريد من نوعه لهذا النوع من الهياكل. يقع على رصيف كبير يمتد لأكثر من مائة وخمسين مترًا من الشمال إلى الجنوب، ويهيمن على ميناء كبير كان مرتبطًا في السابق بمنف بواسطة قناة. يمكن الدخول إليه من خلال منحدرين جانبيين، مما يؤدي إلى نوع من التراس، تحده واجهة المعبد من ثلاث جهات، ويمتد على طول الرصيف بالكامل وينتهي بجناحين عند الطرفين الشمالي والجنوبي، حيث توجد سلالم مدمجة فيه معهم.
من الصعب إعادة بناء مظهر هذه الواجهة لأن الهيكل بأكمله قد دمر ولم يبق منه سوى الطبقات القليلة السفلية من الحجر. تم اكتشاف بعض آثار رواق الأعمدة، والذي يشير على الأرجح إلى جدار طويل مرتفع، يميل قليلاً على الجانبين، ويستند على رصيفين عند طرفي الميناء، والذي كان سيشكل قلب مدينة هرمية تصل إلى طول الطريق إلى ضواحي منف.
يحتوي الجدار الموجود في الجزء الخلفي من الشرفة على مدخل واحد يفتح على قاعة كبيرة، مع سقف مدعوم بثمانية أعمدة، وسلسلة من أربع مجلات على الجانب الجنوبي. في الطرف الغربي من القاعة، كانت هناك قاعة ثانية محاطة بصفين آخرين من المجلات وممر صغير على الجانب الشمالي يؤدي إلى درج يسمح بالوصول إلى سقف المعبد. أخيرًا، أدت القاعة الثالثة، على نفس المحور الشرقي - الغربي مثل القاعتين الأخريين، إلى الجسر، الذي تمطر في اتجاه جنوبي غربي على طول الطريق إلى المعبد الجنائزي بجانب الهرم.
اكتشف جوستاف جيكير في أنقاض هذا الهيكل الصناديق التي تحمل اسم بيبي الثاني وأغطية تظهر الملك برفقة آلهة تقدم له عنخ، رمز الحياة الأبدية، أو ينفذ أجزاء من طقوس التتويج. من الواضح أن هذه العناصر كانت جزءًا من المعدات الطقسية للمعبد.

### المعبد الجنائزي
يتكون المعبد الجنائزي من مدخل يزيد عرضه عن ستين مترا على محور شرق-غرب. من نهاية الجسر إلى السياج الهرمي، مر أحدهم من خلال ردهة يحيط بها ملحقان صغيران، ثم ممر كبير يفتح على ساحة احتفالية ضخمة. كان للمحكمة معوق يتكون من ثمانية عشر عمودًا من الكوارتزيت. ونُقِش جانب كل عمود من الأعمدة المواجهة لمركز المحكمة بتمثيل للملك مصحوبًا بإله ومُنقوشة ببروتوكول ملكي. لا يمكن الوصول إلى المجلات التي تحيط بهذا الفناء إلا من خلال ممر طويل في الطرف الشرقي للفناء. في الطرف الآخر من الفناء كان هناك مدخل يمر عبر جدار سور الهرم إلى الجزء الداخلي من المعبد الجنائزي. كانت هناك خمس مصليات عبادة بها جميع الملحقات اللازمة لتشغيلها، وأخيراً وصلت واحدة إلى القاعة التي تحتوي على الباب المزيف لـ بيبي الثاني. إلى الجنوب من هذا الجزء الداخلي من المعبد الجنائزي، داخل السياج الهرمي، كان هرم كا الذي يبلغ ارتفاعه عشرة أمتار.
تم استعادة العديد من أجزاء زخرفة المعبد، مما سمح بإعادة بناء البرنامج الأيقوني، والذي أظهر الملك يستقبل مواكب من الناس يقدمون القرابين ويظهر له قيادة عمليات الصيد والمعارك ضد أعداء مصر في حضور كبار مسؤولي المملكة. . تم اكتشاف بعض تمثيلات هؤلاء الأعداء على الرؤساء المستديرة. كان من المفترض أن تماثيل الملك التي كانت ستنتشر في كوات في جميع أنحاء المعبد كانت تهيمن على الأشكال الجالسة على ركبهم وأيديهم مقيدة خلف ظهورهم. إن تصوير هؤلاء الأعداء مطابق لتلك الموجودة في المعبد الجنائزي لساحورع. هناك أيضًا العديد من الرسوم التي تصور المعبود مين ومهرجان عيد سد.

## الهرم

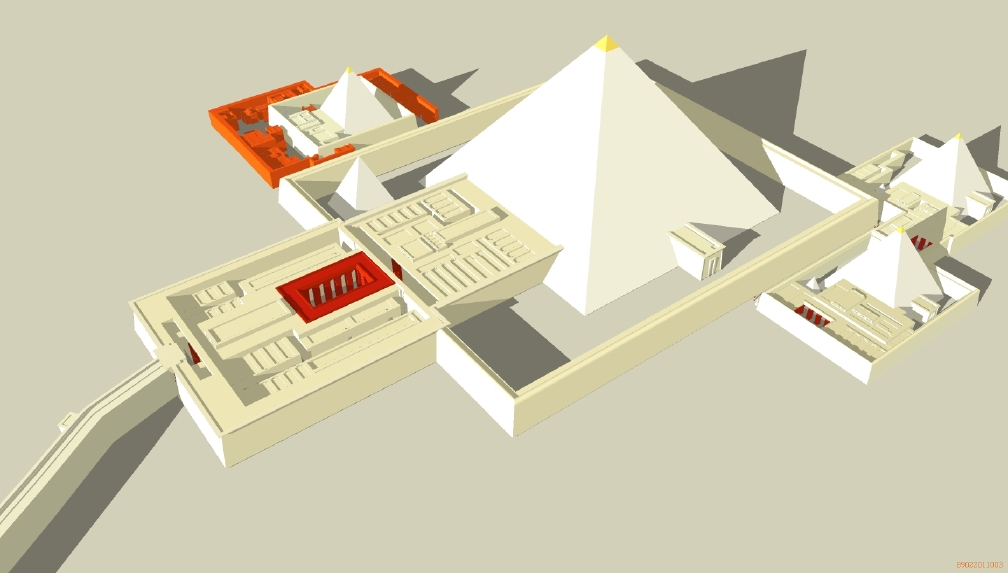
إعادة بناء مجمع هرم بيبي الثاني

كانت البنية الفوقية تتكون من ست درجات تشكل هرمًا حقيقيًا. تم تشكيل كل خطوة من صندقة حجرية من الحجر الجيري المحلي مثبتة في مكانها بملاط مملوء بأنقاض الحجر الجيري نفسه. تم بناء كل خطوة فوق الخطوة أدناه. بمجرد اكتمال الخطوات الست، ملأت طبقة ثانية من الحجر الجيري الفجوات بين الدرجات. كان هذا هو نفسه مغطى بكسوة من الحجر الجيري الناعم من طرة، والتي تم الحفاظ عليها جزئيًا حول قاعدة الهرم.
كان ارتفاع الهرم يزيد قليلاً عن اثنين وخمسين متراً وكان طول كل جانب أكثر من ثمانية وسبعين متراً. هذا يعادل ارتفاع مائة ذراع مصري وطوله مائة وخمسون ذراعا. على الجانب الشمالي من الهرم كانت هناك كنيسة صغيرة تحمي مدخل الغرفة الجنائزية تحت الأرض.
كشفت أعمال التنقيب والدراسات الخاصة بالهرم أن جودة البناء كانت غير متسقة مما تسبب في مشاكل هيكلية خطيرة، خاصة فيما يتعلق بالكسوة التي تهدد بالتشقق في القاعدة والكسر والانهيار تحت ثقلها الاستثنائي. استجاب المهندسون المعماريون القدماء لهذه المشكلة من خلال بناء جدار على طول الطريق حول الهرم، مدمجًا في رصف العلبة، تحت الكسوة. تم بناء هذا الجدار من حجر نفايات مُجهز بعناية، مما أعطاه صلابة كافية لدوره «كدعامة». في عملية بناء هذا الجدار، دمروا المصلى الشمالي، وأعادوا استخدام الحجر في الجدار، مما يشير إلى أن الجدار الداعم قد بني نتيجة للأحداث التي أعقبت جنازة بيبي الثاني.
وبسبب إعادة استخدام الحجر، أصبح من الممكن استعادة جميع النقوش التي غطت في البداية جدران المصلى الشمالي. أعاد جوستاف جيكير بناء برنامجهم الأيقوني. على الجدارين الشرقي والغربي، كانت هناك شخصيات كبيرة للملك جالسًا على عرشه أمام طاولات قرابين، مليئة بسلسلة من الخدم الذين يتقدمون من الجدار الشمالي. تم تأطير المدخل في الجدار الشمالي، وكانت صور وصول الناس مع القرابين، وخاصة مشاهد الجزارين. كان الجدار الجنوبي يسيطر عليه باب مزيف، مع موكب من الآلهة. تشبه هذه الزخرفة زخرفة المصليات الشمالية التابعة لمجمعات هرمية أخرى، ولا تُعرف إلا بآثار صغيرة؛ تسمح الزخرفة الكاملة لمصلى بيبي الثاني الشمالي لعلماء المصريات بوضع تلك الآثار في سياقها.
تشبه البنية التحتية لهرم جد كا رع، الذي كان نموذجًا لجميع الأهرامات اللاحقة. يمتد ممر ينحدر من نقطة على الوجه الشمالي للهرم كانت محمية في الأصل من قبل المصلى الشمالي على مسافة تزيد قليلاً عن عشرين مترًا. وهو مسدود بأربعة كتل جرانيتية عند المدخل ويؤدي إلى بهو به سقف مطلي بخمس صفوف من النجوم البيضاء على خلفية سوداء، ويتجه نحو الغرب. ثم هناك ممر أفقي، مغلق بثلاث كتل جرانيتية. تم تزيين جدران هذا الممر بنصوص الأهرامات. ويليها غرفة انتظار جنائزية على مدخل شرق-غرب وتقع تحت مركز الهرم. كانت غرف الدفن عبارة عن قبو مكون من ثمانية عشر كتلة حجرية ضخمة مرتبة في شيفرون. تم طلاء سقف هذا القبو باللون الأزرق ومغطى بنجوم ذهبية. على الجانب الشرقي من غرفة الانتظار، يوجد مدخل يؤدي إلى سرداب الهرم الذي تم تدميره بالكامل.
يبلغ عرض حجرة الدفن، المغطاة بنصوص هرمية، 3.15 مترًا وطولها ثمانية أمتار تقريبًا (7.79 مترًا في الطرف الشمالي، و 7.91 مترًا في الطرف الجنوبي). الجدار الغربي للغرفة مطلي بواجهة قصر.
التابوت مصنوع من جرواق. يبلغ طوله حوالي ثلاثة أمتار وعرضه حوالي 1.3 متر وارتفاعه 1.2 مترًا. جميع الجوانب الأربعة منقوشة بالهيروغليفية تسرد الاسم الملكي الكامل لـ بيبي الثاني. يعتبر التابوت قطعة رائعة من العمل، لكنه يظهر بعض آثار النقص فيما يتعلق بالنقش، والذي يحتفظ أيضًا بعلامات خطوط إرشادية تمهيدية ولا يظهر أي علامات على التذهيب الذي كان معتادًا للتابوت الملكي في هذه الفترة. غطاء التابوت مصنوع أيضًا من جرواق ومن الواضح أنه غير مكتمل؛ في الأماكن التي لم يتم تنعيمها مطلقًا ولا توجد آثار للنقوش. تم العثور على بعض شظايا صندوق المرمر للجرار الكانوبية مع التابوت الحجري. تم العثور أيضًا على غطاء هذا الصندوق، لكنه مقطوع من كتلة جرانيتية - وهي علامة أخرى على صعوبة استكمال مواد الدفن التي تم الانتهاء منها على ما يبدو على عجل.
بالإضافة إلى ذلك، يبدو أن زخرفة الغرف الجنائزية قد تم التخلي عنها بشكل مفاجئ، مما يدعم الاستنتاج القائل بأن الهيكل قد تم بناؤه على عجل. يبدو من الصعب مواءمة هذا مع فترة الحكم الطويلة المنسوبة إلى بيبي الثاني. كشف علماء المصريات في جميع أنحاء النصب التذكاري عن آثار أعمال غير متكافئة وغير مكتملة، وكأن البناء قد توقف مرارًا وتكرارًا، بحيث كان لابد من استكمال مقابر الدفن وغرف الدفن على عجل عند وفاة الملك.

## أهرامات الملكات

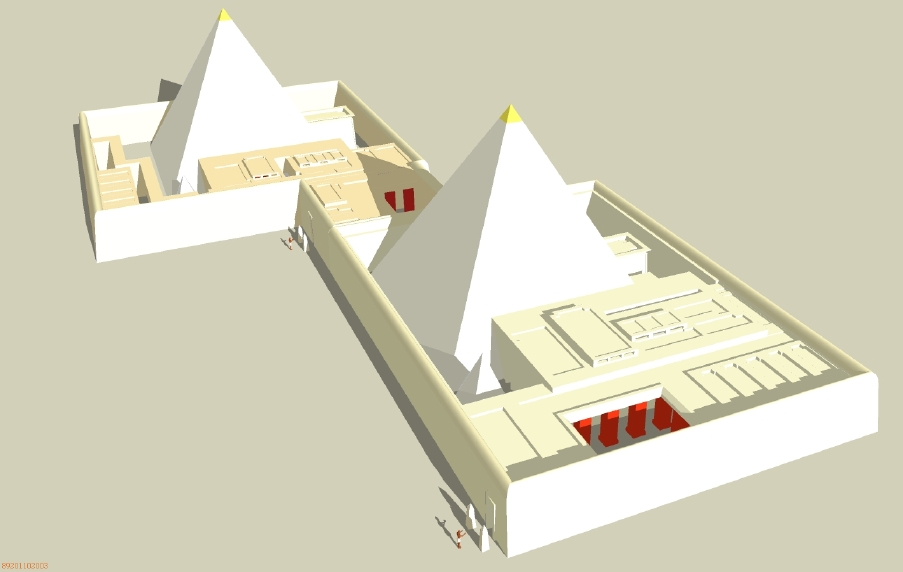
إعادة بناء هرم نيت وإيبوت الثانية الواقعين شمال وشمال غرب هرم الملك

مثل جميع مجمعات الأهرامات الملكية، كان هرم بيبي الثاني يجلس في قلب مقبرة بنى فيها أفراد عائلته وموظفو البلاط مقابرهم الخاصة، من أجل اتباع ملكهم في الحياة الآخرة.
كجزء من هذه المقبرة، تم التعرف على ثلاثة أهرامات للملكات، تم منحها جميعًا مجمعات عبادة مستقلة. تحتوي هذه المجمعات الهرمية المصغرة على جميع العناصر اللازمة للعبادة الجنائزية للزوجات الملكيات في نهاية الأسرة المصرية السادسة. هم:

### هرم نيت
يقع هرم نيت في الشمال الغربي من مجمع بيبي الثاني، وعلى اليسار يوجد هرم الملكة إيبوت الثانية.
يقع مدخل المعبد داخل المجمع على الجانب الجنوبي الشرقي من الجدار، وهناك برجان من الحجر الجيري عند المدخل. تصور النقوش على المعابد بشكل رئيسي مشاهد القرابين للملكة. تمتلئ سراديب الموتى الموجودة أسفل هرم القمر الصناعي بقطع الفخار.
يقع مدخل الهرم الرئيسي على الجانب الشمالي، والذي يحتوي أيضًا على ممر ونظام بوابة ولكنه أبسط من هرم بيبي الثاني. كانت الزخارف والنقوش مماثلة لبيبي، وتم وضع تابوت من الجرانيت الأحمر وصندوق يحتوي على نفس المواد على الجدار الغربي للغرفة. لم يتم العثور على جثة نيت، ولكن العديد من شظايا الجص من الجرار ملقاة على الأرض.
تُقاس أبعاد هرم نيث عند 21.5 (ارتفاع) × 23.5 (أطوال جانبية) مترًا، مع ميل 61 درجة.

### هرم إيبوت الثانية
يقع هرم إيبوت الثانية على يسار هرم نيت، حيث تم بناء المعبد الجنائزي على شكل حرف L، لكنه تعرض لأضرار كبيرة. مدخل المجمع مصنوع من الجرانيت الوردي، نقشت عليه أسماء وألقاب الراحل إيبوت الثانية. ومع ذلك، لا يشار إليها باسم «والدة الملك» مثل الملكة نيت.
لقد انهار هرم إيبوت الثانية، لكنه لا يختلف كثيرًا عن هرم نيت، ولكنه أصغر فقط. تم العثور على تابوت من الجرانيت الوردي للملكة إيبوت، ولكن تمت إزالة النقوش عليه، مما يجعل من الصعب التعرف عليه. ومن المثير للاهتمام، أن تابوتًا آخر مصنوعًا من الجرانيت يُعتقد أنه ينتمي إلى الملكة عنخس إن بيبي الرابعة.

### هرم ويدجبتن
تم تحويل كل من الهرم ومعبد الراحل ويدجبتن إلى أنقاض. وبقي مذبح عليه اسم الملكة.
تعرض هرم ويدجبتن لأكبر قدر من الضرر من الأهرامات الثلاثة بعد محظيات. لحسن الحظ، وجد جيكير نقوشًا تثبت أن قمة هرم ويدجبتن كانت مغطاة بالذهب. امتلأت حجرة القبر تحت الأرض بالنقوش، لكن لم يتم العثور على تابوت.